# 願昭寺
願昭寺（がんしょうじ）とは、大阪府富田林市伏見堂にある寺院。山号は淨心山。本尊は目白不動。

## 概要
真言宗系の新宗教である八宗兼学真修教（はっしゅうけんがくしんしゅうきょう）の大本山であり、信者達の手作りによる寺院として知られている。八宗兼学とは、特定の宗旨宗派に偏しない教えで、釈迦如来の教えを八宗の教義を基として兼修することを意味する。八宗とは、わが国古代仏教諸宗の南都六宗と天台宗・真言宗の八宗のことを指す。昭和16年、教祖浄心と姉智信により開教。昭和27年に初代願昭大和上と浄心大法尼により開山。昭和29年、宗教法人として認証される。
本尊は樹齢800年もののクスノキから一刀彫りで彫り上げられたものである。境内は梅の名所としても知られている。
2011年11月に五重塔が完成した。東日本大震災から1年も経過していなかったため、落慶法要を自粛し、2012年5月に執り行われた。この五重塔は木造では大阪府唯一となる。

## 建造物
- 本堂：総建坪550坪は真言宗系では戦後最大規模。
- 護摩堂
- 開山堂
- 鐘楼堂：重さ12トンの梵鐘を吊るし、規模は全国4位。総欅造り。
- 五重塔：大阪で唯一の木造瓦葺き。高さ37ｍは全国10位。
- 緋袍大明神

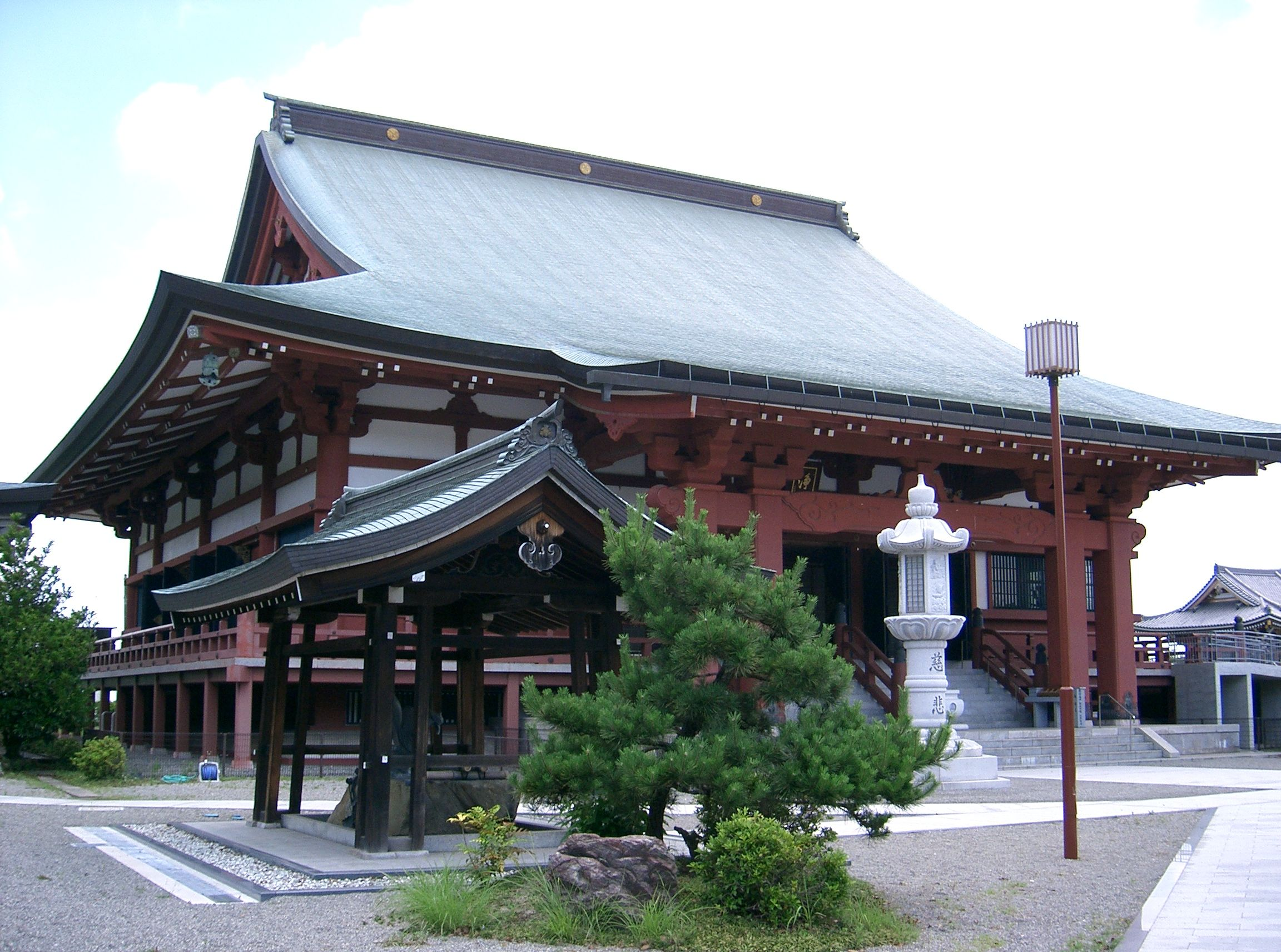
本堂
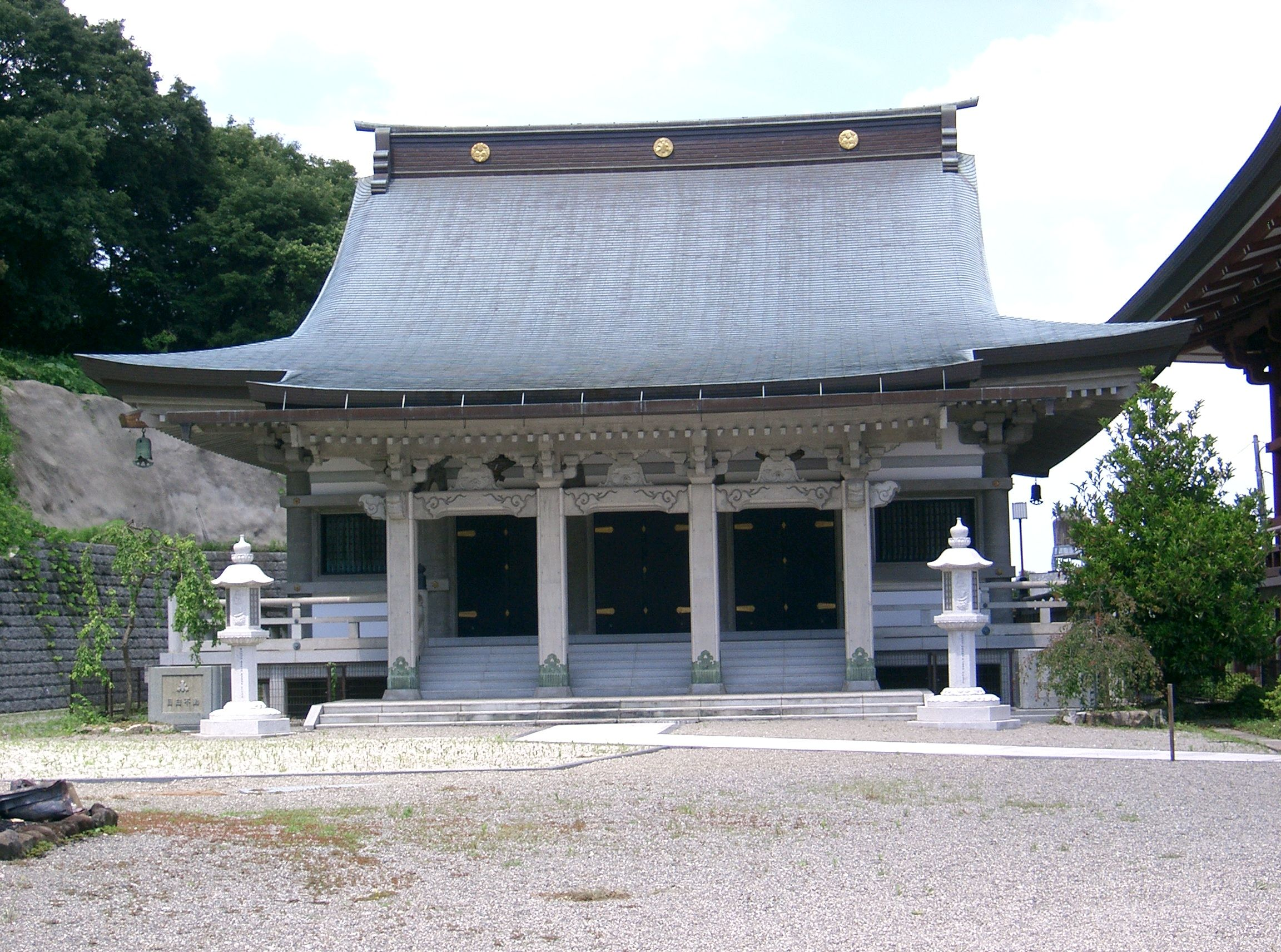
護摩堂
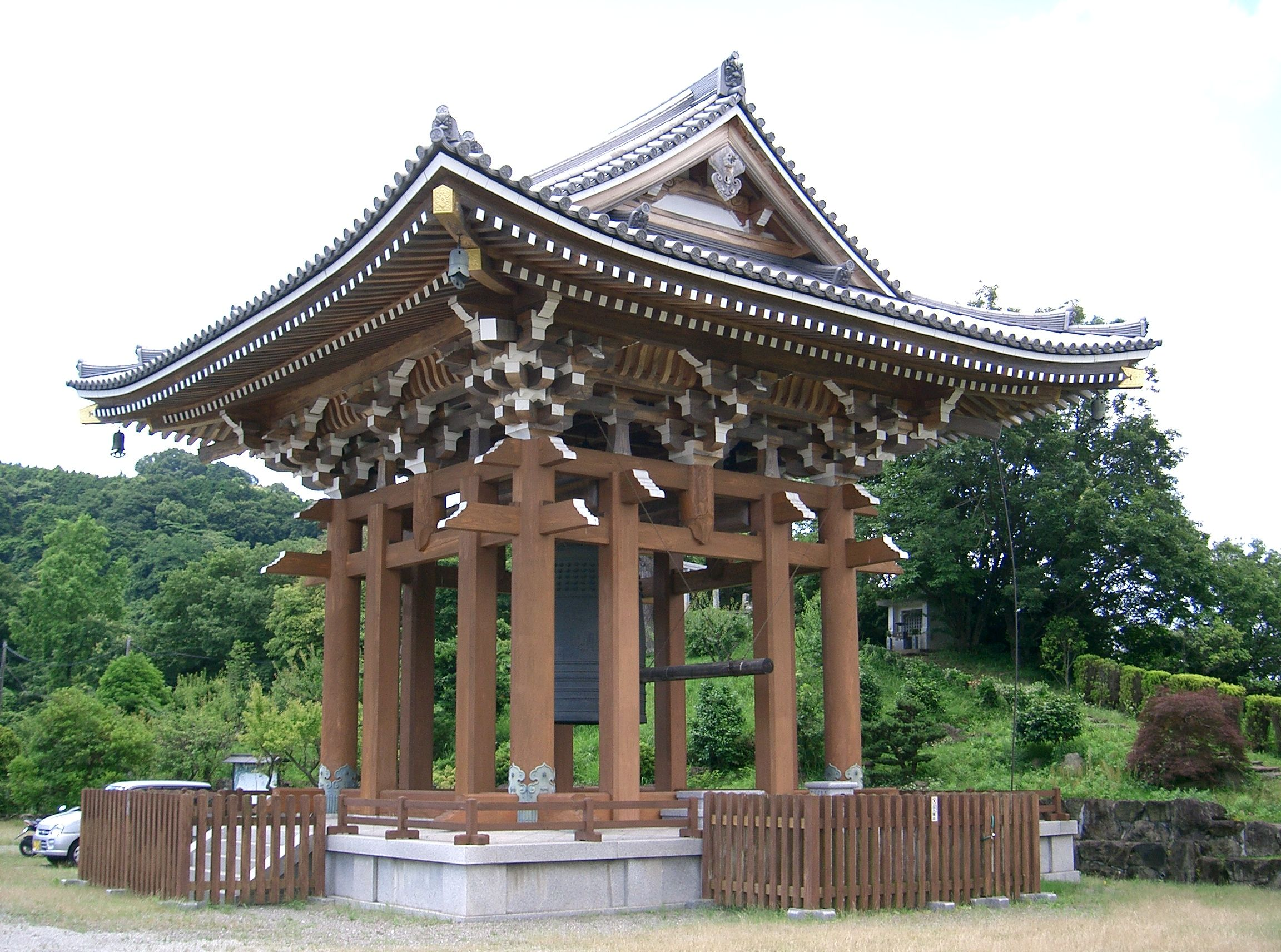
鐘楼堂
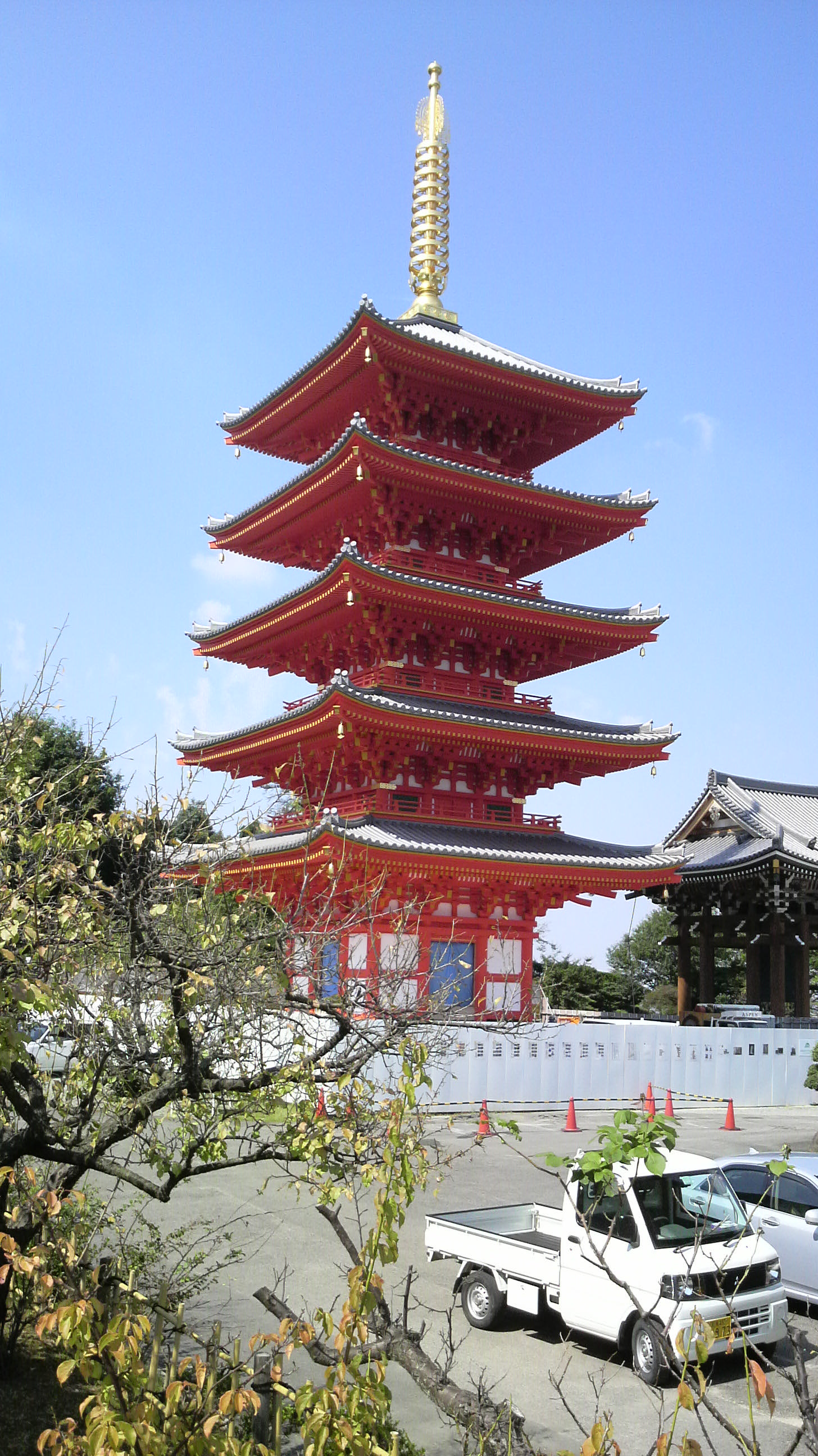
五重塔
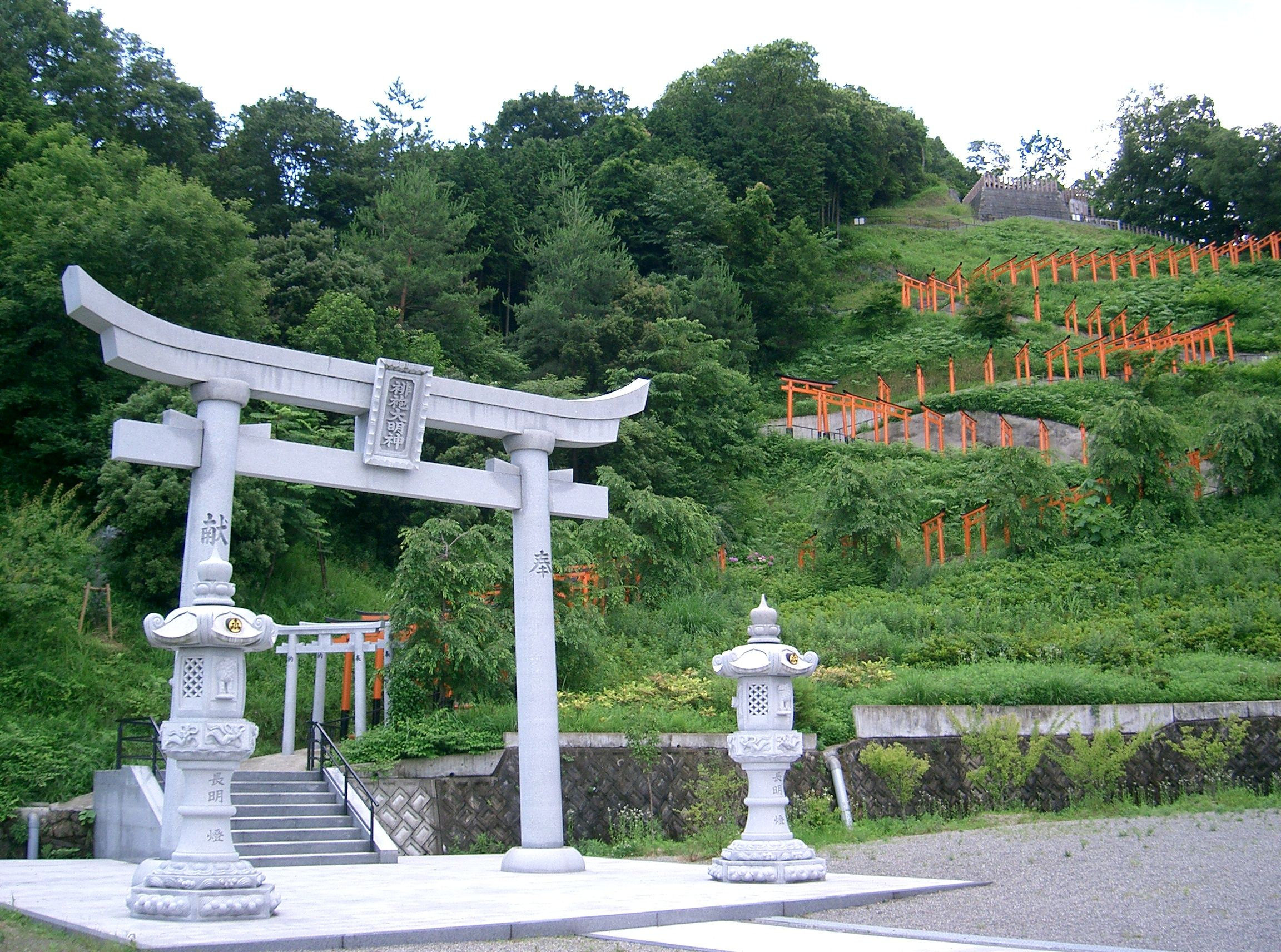
緋袍大明神

## その他
緋袍大明神は本堂などと比べ高い所にあり、近くの展望台からは富田林市内や周辺の河内長野市北部、大阪狭山市などを眺めることができる。晴れていて視界が良ければ、大阪都心部や堺泉北臨海工業地帯、大阪湾も眺めることができる。

## 交通アクセス
- 近鉄長野線汐ノ宮駅から東へ徒歩約15分。

## 周辺情報
- 石川
- 嶽山
- 龍泉寺
- 初芝富田林中学校・高等学校
- 城山オレンジ園